# Hymnes nationaux du Danemark
Le Danemark est l'un des deux seuls pays au monde, avec la Nouvelle-Zélande, à posséder deux hymnes nationaux officiels de même statut. L'hymne traditionnel Kong Christian stod ved højen mast n'est généralement utilisé qu'en présence du monarque, lors d'événements en relation avec la famille royale ou les forces armées danoises. Le second, Der er et yndigt land, est plus couramment utilisé comme lors d'événements sportifs. En quelques occasions, les deux hymnes peuvent être utilisés.

## Kong Christian stod ved højen mast
Kong Christian stod ved højen mast (« Le roi Christian se tenait au pied du haut mât »), communément abrégé en Kong Christian, est l'hymne royal du Danemark. Le thème de la chanson porte sur l'héroïsme des marins danois pendant les guerres contre la Suède (notamment la guerre de Torstenson) aux XVIIe et XVIIIe siècles. Il est presque exclusivement utilisé lors d'événements militaires ou liés à la famille royale de Danemark, lors desquels il est généralement interprété seul.
Le soir du Nouvel An, il est de tradition d'écouter le chœur de jeunes filles de Danmarks Radio chanter cet hymne à la télévision, immédiatement après minuit, après l'autre hymne national. Habituellement, seul le premier couplet est chanté lors des occasions officielles. Adopté en 1780, c'est l'un des plus anciens hymnes nationaux au monde.

## Der er et yndigt land
Der er et yndigt land (« Il est un pays charmant ») est l'hymne civil du Danemark. Lors de sa première publication, l'hymne compte douze couplets, mais ce nombre est réduit aux premier, troisième, cinquième et dernier couplets dans les éditions ultérieures. Dans l'usage courant, seuls le premier couplet et les trois dernières lignes du quatrième couplet sont chantés. La première moitié du dernier couplet est rarement entendue. Le dernier vers de chaque couplet est répété une fois. Il est généralement joué comme seul hymne national, bien que les deux hymnes puissent être joués ensemble lors de certains événements publics.

## Royaume de Danemark

### Îles Féroé
Tú alfagra land mítt (« Ô toi mon beau pays »), officiellement intitulé Mítt alfagra land, est l'hymne national des Îles Féroé. Les paroles de cet hymne, composées en 1906, sont de Símun av Skarði (1872-1942) et la mélodie de Petur Alberg (en) (1885-1940).

### Groenland
Le Groenland, pays constitutif du royaume de Danemark, possède également deux hymnes nationaux.
Nunarput utoqqarsuanngoravit (« Toi notre vieux pays ») est officiellement adopté en 1916, avec des paroles de Henrik Lund (1875-1948) et une musique composée par Jonathan Petersen (1881-1961). Le peuple inuit autonome Kalaallit utilise la chanson Nuna asiilasooq (« Le pays de grande étendue ») comme hymne ethnique. Il est officiellement reconnu par le gouvernement du Groenland en 1979. Les paroles et la mélodie ont été composées par Jonathan Petersen.